# Poecilotettix sanguineus
Poecilotettix sanguineus är en insektsart som beskrevs av Scudder, S.H. 1897. Poecilotettix sanguineus ingår i släktet Poecilotettix och familjen gräshoppor. Inga underarter finns listade i Catalogue of Life.